# オープンハウス・アーキテクト
株式会社オープンハウス・アーキテクト（Open House Architect Co., Ltd.）は、東京都中野区に本社を置く、オープンハウスグループ傘下の建設会社である。

## 概要
建設請負・設計施工が主力事業である。内装会社に勤務していた細渕弘之が、1991年にアサカワを設立。1995年に建築工事業に業容を移す。1999年に株式会社アサカワホームに商号変更を行い、住宅分譲事業にも進出した。その後、「ローコスト・ハイクオリティ」をポリシーに企業拡大していった。
2014年にはオープンハウス（現オープンハウスグループ）の連結子会社となることを発表。2015年1月には同社による株式取得が完了、連結子会社となった。
受注割合の半分がオープンハウスグループ以外の個人・法人からの建築請負になっている。

## 沿革
- 1991年（平成3年）3月 - 東京都東大和市に株式会社アサカワを設立。
- 1999年（平成11年） - 株式会社アサカワから株式会社アサカワホームへ商号変更。
- 2007年（平成19年）3月 - 本社を東京都立川市に移転。
- 2015年（平成27年）1月 - 株式会社オープンハウス（現オープンハウスグループ）の連結子会社となる。
- 2016年（平成28年）10月 - 株式会社アサカワホームから株式会社オープンハウス・アーキテクトへ商号変更。
- 2022年（令和4年）3月 - 本社を東京都中野区に移転。

## 許可・認証
- 国土交通大臣（特-22）第21505号
- 国土交通大臣（2）第7376号
- 東京都知事登録 第49957号
- 木住協会員1種A正会員 （社）日本木造住宅産業協会
- JIO安心ローン取扱ビルダー A0300118
- （社）日本ツーバイフォー建築協会　一種Ｄ正会員

## LIFE DESIGN PARK
「LIFE DESIGN PARK」は、オープンハウス・アーキテクトが展開する注文住宅のコンセプトショップである。2020年に東京都三軒茶屋、2021年に愛知県名古屋市と大阪府大阪市、2022年に神奈川県横浜市に開設。
2022年、「LIFE DESIGN PARK 3D」としてバーチャル展示場を開設。

## 不祥事・事件

### 代表取締役社長によるパワハラ・暴言
- 2023年2月17日、当時オープンハウスグループ執行役員でオープンハウス・アーキテクト代表取締役社長だった日高靖仁が会議中、椅子を蹴った上で部下の首根っこを押さえつけ、「辞めれば？」「お前何してんの？」など“暴言”を吐いていたことが「週刊文春」の取材で分かった。オープンハウスグループの広報宣伝部にも経緯の確認や見解を求めたところ、「事実関係を確認し、適切に対応してまいります」と回答するのみだった[14]。

- 3月20日、日高はオープンハウスグループ執行役員を辞任、アーキテクト社でも取締役に降格していたことが分かった[15]。

### 施工不良問題
- 2023年7月、オープンハウス・アーキテクトが行った工事の影響で、隣家の「擁壁（ようへき）」に亀裂が入り、住民らと裁判所を巻き込むトラブルになっていることが「週刊文春」の取材で発覚した[16]。

## 公式サイト
- 株式会社オープンハウス・アーキテクト